# Kenneth Jaliens
Kenneth Jaliens es un exfutbolista y entrenador surinamés, actualmente se encuentra libre, jugó en su país de origen y dirigió a la Selección de fútbol de Surinam en las clasificatorias a los Mundiales de 2010 y 2014.
Es tío de otro futbolista, Kew Jaliens, que ha logrado ser internacional con la Oranje.

## Trayectoria
Como jugador jugó toda su carrera en el SV Voorwaarts de su país.
Como entrenador dirigió desde 2006 hasta 2009 a la Selección de Surinam jugando la Copa del Caribe de 2007 y la Clasificación al mundial del 2010, en 2009 sale de la selección y dirige al equipo donde jugó, el SV Voorwaarts hasta 2011 cuando regresa con la selección de Surinam por un año como entrenador interino, de ahí pasa a dirigir de nuevo con el SV Voorwaarts.